# Kína szent hegyei

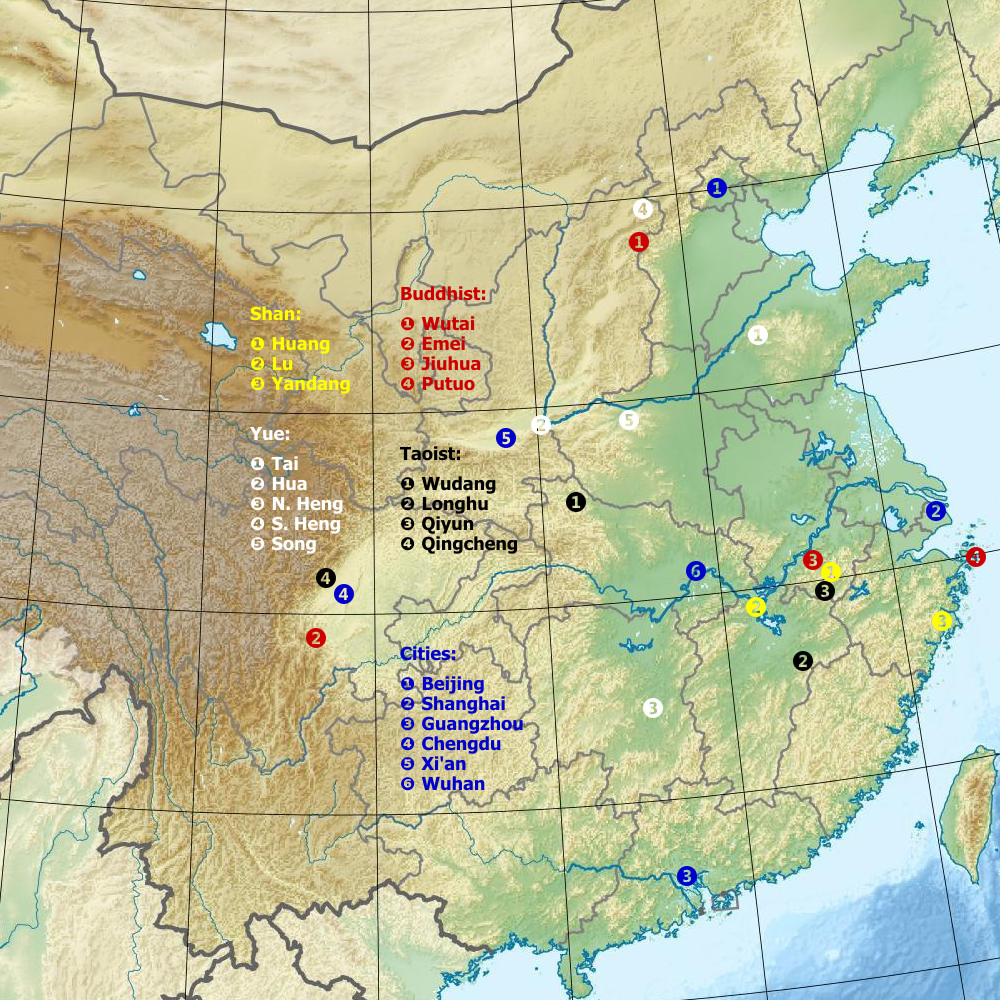
Kína nagy hegyeinek térképe

Kína szent hegyei több csoportra osztódnak. Az Öt Nagy hegység (五岳, Vu jüe (Wǔ yuè)) a kínai történelem öt legismertebb hegyére vonatkozik, amelyekhez korábban császárok zarándokoltak el. Annak ellenére, hogy ezt az öt hegyet hagyományosan nem sorolták sem taoistának, sem buddhistának, mégis mind az öt hegyen érezhető mindkét vallási hagyomány hatása, főleg az előbbié. A buddhizmussal azonosított csoport neve a buddhizmus négy szent hegye (kínai: 四大佛教名山), a taoizmus csoportjáé pedig a taoizmus négy szent hegye (kínai: 四大道教名山).
A szent hegyek Kínában fontos zarándokhelyeknek számítanak, és a „zarándoklat” szó kínai kifejezése is úgy szól „tiszteletet kifejezni egy szent hegynél” (朝拜圣山, csao-pej seng san (cháo bài shèng shān)).

## Az Öt Nagy hegység

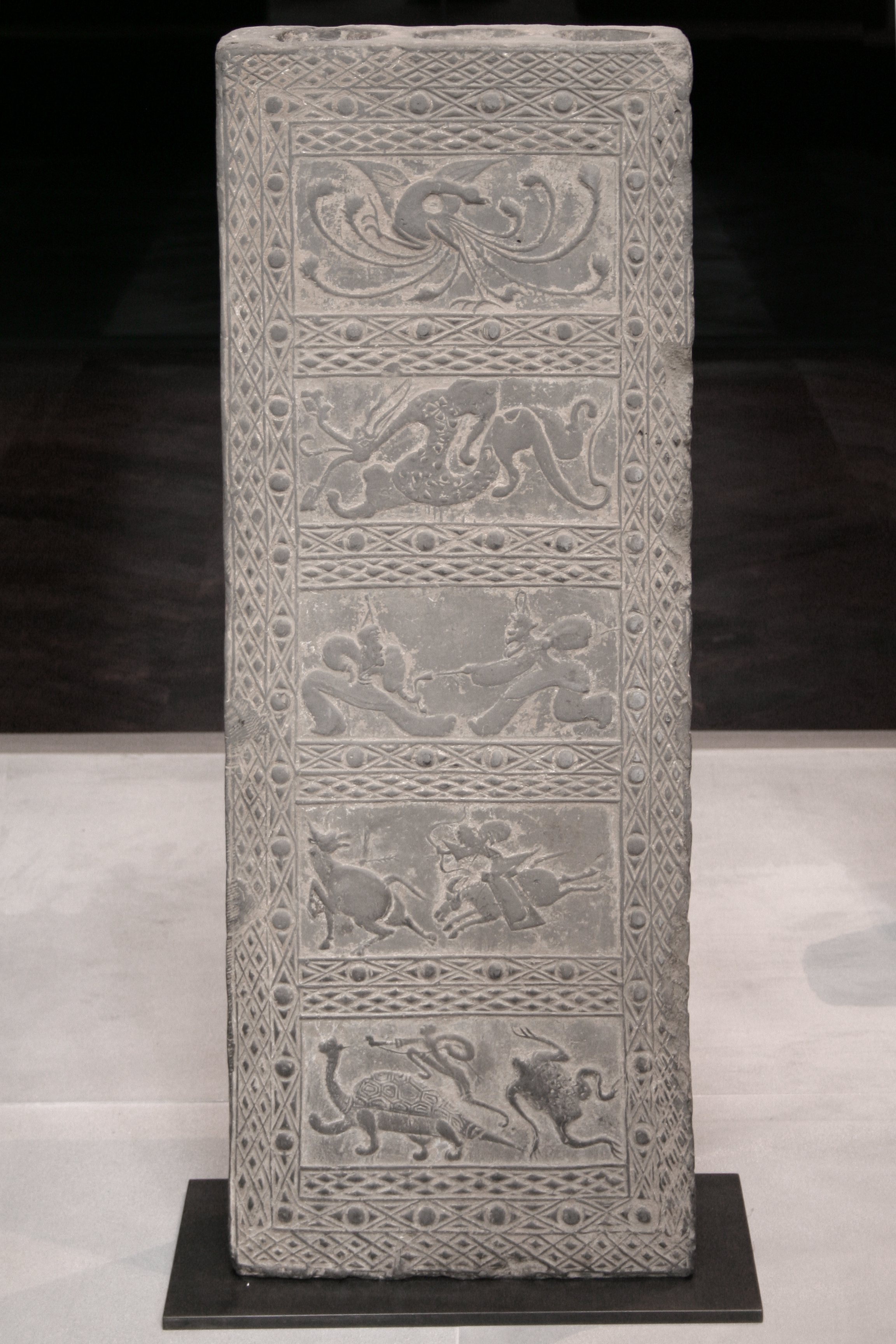
Han-dinasztia korabeli csempe, amely szimbolikusan megjeleníti az őt fő földrajzi irányt

Az Öt Nagy hegység vagy Vu jüe (Wǔ yuè) a kínai térrendezés szerinti öt égtájnak megfelelően helyezkedik el, amely tartalmazza a középső részt is mint irányt. Az öt hegységből álló csoportot a hadakozó fejedelemségek korában (i. e. 475 – i. e. 221) állították össze, és a Vu jüe (Wǔ yuè) (Öt hegycsúcs) kifejezés Han Vu-ti császár idejében vált ismertté (i. e. 140 – i. e. 87). Az azt követő kétszáz évben az öt hegység iránti rajongás beszivárgott a kínai kultúrába is. Ez az öt hegység a kínai történelem legismertebb természeti nevezetességeivé váltak, és egészen a kezdetektől uralkodók szertartási és áldozatbemutatási helyszínnek is használták őket. Annak ellenére, hogy ezek a hegységek hivatalosan nem szerepelnek egyetlen vallás kánonjában sem, többjükön is erős taoista jelenlét érezhető, Emiatt egyesek az Öt Nagy hegységet is a taoizmus szent hegyei közé sorolják. Még akkor is, hogyha a hegyeken buddhista és konfuciánus templomok is épültek.

### Keleti nagy hegység (Dōngyuè):Taj-hegy(Tai shan)
泰山, "Nyugodt hegység", Santung tartomány, Fő csúcs: 1545 m, é. sz. 36° 15′, k. h. 117° 06′36.250000°N 117.100000°E

### Nyugati nagy hegység (Xīyuè):Hua-hegy(Hua shan)
華山, "Csodálatos hegység", Senhszi tartomány, Fő csúcs: 1997 m é. sz. 34° 29′, k. h. 110° 05′34.483333°N 110.083333°E

### Déli nagy hegység (Nányuè):Heng-hegy(Heng shan)(Hunan)
衡山, "Kiegyensúlyozó hegység", Hunan tartomány, Fő csúcs: 1290 m, é. sz. 27,254798°, k. h. 112,655743°27.254798°N 112.655743°E

### Északi nagy hegység (Běiyuè):Heng-hegy(Heng shan)(Sanhszi)
恆山, "Örök hegység", Sanhszi tartomány, Fő csúcs: 2017 m, é. sz. 39° 40′ 26″, k. h. 113° 44′ 08″39.673889°N 113.735556°E

### Középső nagy hegység (Zhōngyuè):Szung-hegy(Song shan)
嵩山, "Fennkölt hegység", Honan tartomány, Fő csúcs: 1494 m, é. sz. 34° 29′ 05″, k. h. 112° 57′ 37″34.484722°N 112.960278°E
Ezeket a hegységeket az égtájuk szerint is szokták nevezni, például úgy, hogy "Északi Nagy hegység" (北嶽/北岳, Pej Jüe (Běi Yuè)), "Déli Nagy hegység" (南嶽/南岳 Nan Jüe (Nán Yuè)), stb.
A kínai mitológia szerint az Öt Nagy hegység Pan-ku (盤古) testéből származik, a világ első lényétől és teremtőjétől. A keleti elhelyezkedése miatt a Taj-hegy jelképezi a napkeltét, amely a születés és az újrakezdés szimbóluma. Emiatt az értelmezés miatt gyakran ezt tekintik az öt hegy közül a legszentebbnek. A különleges elhelyezkedésének köszönhetően úgy tartják, hogy Pan-ku fejéből ered. A hunani Heng-hegy állítóleg Pan-ku jobb karja, a sanhszi-i Heng-hegy a bal karja, a Szung-hegy a hasa és a Hua-hegy a lába.

## A buddhizmus négy szent hegye

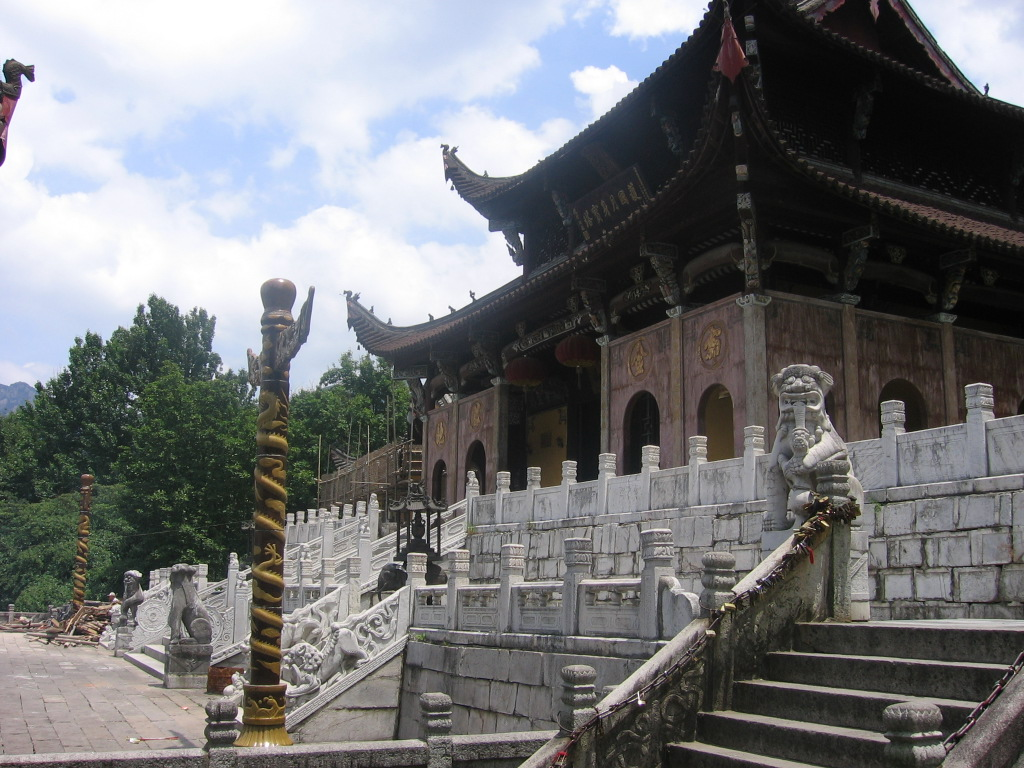
A Zsou-sen templom a Csiu-hua-hegyen

A „buddhizmus négy kínai szent hegye” a következő:

### Vutaj-hegy(Wǔtái Shān)
五台山, "Öt pódium hegy", Sanhszi tartomány, 3058 m,
é. sz. 39° 04′ 45″, k. h. 113° 33′ 53″39.079167°N 113.564722°E
A Vutaj-hegy védelmezője Mandzsusrí, kínaiul Vensu (hagyományos: 文殊).

### Omej-hegy(Éméi Shān)
峨嵋山, "Magas és fennkölt hegy", Szecsuan tartomány, Fő csúcs: 3099 m, é. sz. 29° 31′ 11″, k. h. 103° 19′ 57″29.519722°N 103.332500°E
Az Omej-hegy védelmező bodhiszattvája Szamantabhadra, akit a kínai buddhizmusban úgy neveznek, hogy Pu-hszian (Puxian) (普贤菩萨).

### Csiu-hua-hegy(Jiǔhuá Shān)
九華山, "Kilenc dicsőség hegy", Anhuj tartomány, Fő csúcs: 1341 m, é. sz. 30° 28′ 56″, k. h. 117° 48′ 16″30.482222°N 117.804444°E
A hegyeken található sírhelyek és templomok Ksitigarbhát (kínaiul Ti-cang (Dìzàng), 地藏, japánul Dzsizó) üdvözítik, aki egy bódhiszattva és a pokollakók védelmezője.

### Putuo-hegy(Pǔtuó Shān)
普陀山, "Potalaka-hegy", Csöcsiang tartomány, Fő csúcs: 284 m
é. sz. 30° 00′ 35″, k. h. 122° 23′ 06″30.009722°N 122.385000°E
Ez a hegy Avalókitésvara (Kuan Jin) bodhimandája, aki az együttérzés bodhiszattvája.

## A taoizmus négy szent hegye

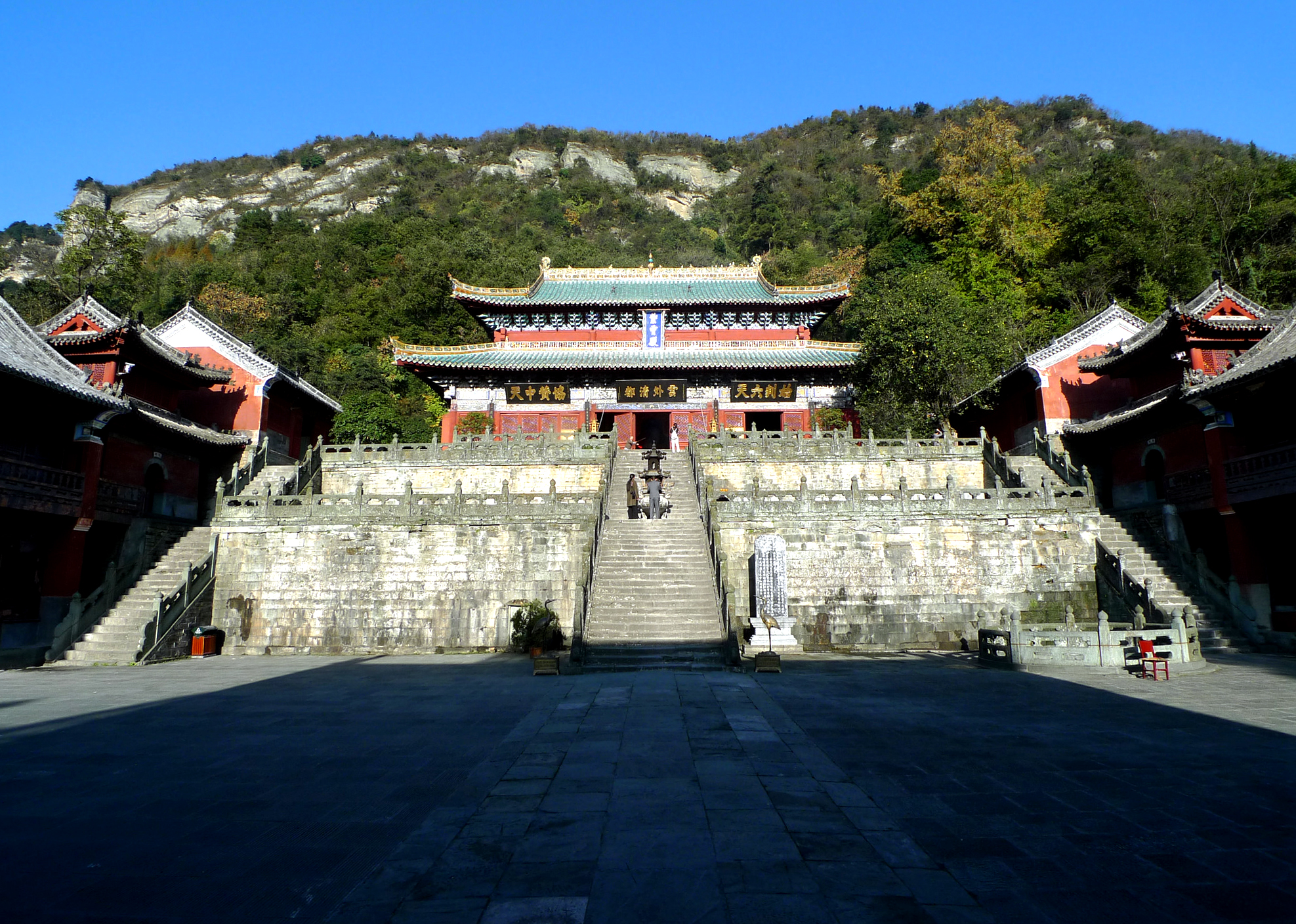
A Vutang-hegység

A „taoizmus négy szent hegye” a következő:

### Vutang-hegy(Wǔdāng Shān)
(kínaiul); Hopej északnyugati részén. Fő csúcs: 1612 m. é. sz. 32° 40′ 00″, k. h. 111° 00′ 04″32.666667°N 111.001111°E.

### Longhu-hegy(Lónghŭ Shān)
龙虎山, "Sárkány Tigris hegy", Csianghszi. Fő csúcs: 247 m. é. sz. 28° 06′ 49″, k. h. 116° 57′ 30″28.113611°N 116.958333°E

### Csijün-hegy(Qíyūn Shān)
齊雲山, "Magas mint a felhő", Anhuj. Fő csúcs: 585 m.
é. sz. 29° 48′ 30″, k. h. 118° 01′ 57″29.808333°N 118.032500°E

### Csing-cseng-hegy(Qīngchéng Shān)
青城山, Tu-csiang-jan (Dujiangyan), Szecsuan. Fő csúcs: 1260 m (2007-es adat) é. sz. 31° 01′ 08″, k. h. 103° 32′ 47″31.018786°N 103.546489°E.